# Middletown (Illinois)
Pour les articles homonymes, voir Middletown.
Middletown est un village du comté de Logan dans l'Illinois, aux États-Unis,. Il est situé à l'ouest du comté, fondé en 1832 et incorporé le 15 février 1901.

## Démographie
Lors du recensement de 2010, le village comptait une population de 324 habitants. Elle est estimée, en 2016, à 312 habitants.

### Source de la traduction
- (en) Cet article est partiellement ou en totalité issu de l’article de Wikipédia en anglais intitulé « Middletown, Illinois » (voir la liste des auteurs).